# Slot Hohenschwangau
Slot Hohenschwangau is een kasteel in het dorp Hohenschwangau in de gemeente Schwangau bij Füssen in de Allgäu, in de Duitse deelstaat Beieren. Het huidige kasteel is in neogotische stijl gebouwd en dateert van 1837. Het staat op de plaats van de 12e-eeuwse burcht Schwanstein.
Hohenschwangau werd in de 12e eeuw gebouwd door de ridders van Schwangau. De Schwangause ridders waren eerst leenmannen van de Welfen en later van de Hohenstaufen, die vaak in Hohenschwangau te gast waren.
Het kasteel werd in de 16e eeuw geheel verbouwd; in deze eeuw stierven de ridders van Schwangau uit. De burcht verviel tot een ruïne, en in 1800 en 1809 werd het door de oorlog met Napoleon Bonaparte nog zwaarder beschadigd. Koning  Maximiliaan II kocht de bouwval in 1832 en liet het geheel grondig restaureren door Domenico Quaglio de Jongere; dit was in 1836 klaar. De vier markante hoektorens met kantelen laten het middeleeuwse riddertijdperk herleven. De ommuring met kantelen draagt aan het vestingkarakter bij. Het kasteel is versierd met fresco's van Moritz van Schwind met beelden uit de Germaanse mythologie, en het symbool van de zwaan is alomtegenwoordig. Het kasteelpark werd ontworpen door Carl August Sckell en na diens dood in 1840 voltooid door de bekende Pruisische tuin- en landschapsarchitect Peter Joseph Lenné.
In het kasteel Hohenschwangau heeft de latere koning Lodewijk II van Beieren een groot deel van zijn jeugd doorgebracht. Hier ondertekende Lodewijk II in 1870 de beruchte Kaiserbrief, waarin Bismarck aankondigde dat Wilhelm I keizer zou worden van het eengemaakte Duitsland.
Hohenschwangau ligt aan de Romantische Straße.